# Agrypon oyeyamense
Agrypon oyeyamense är en stekelart som beskrevs av Tohru Uchida 1928. Agrypon oyeyamense ingår i släktet Agrypon och familjen brokparasitsteklar. Inga underarter finns listade i Catalogue of Life.